# Slot Abcoude
Het Slot Abcoude is een voormalig kasteel bij Abcoude in de Nederlandse provincie Utrecht.
Van het kasteel werd het eerst melding gemaakt tijdens de verwoesting door Gijsbrecht van Amstel in 1274. In 1672 werd het kasteel in staat van verdediging gebracht en met succes verdedigd: de Franse troepen hadden het dorp Abcoude op 6 november 1672 in brand gestoken en kwamen 30 november terug om wat nog overeind stond af te branden, maar het verzet vanuit Slot Abcoude was zo hevig dat de Fransen vertrokken met achterlating van gevangenen. Daarna was het kasteel onbewoond en verviel het. Kanunnik Theodorus de Leeuw kocht het slot van de Staten van Utrecht knapte het kasteel op en woonde er tot zijn dood in 1744, maar rond 1820 werd het kasteel verwaarloosd en in 1860 werd het gesloopt. Het kasteel is later herbouwd geweest maar heden zijn enkel nog de fundamenten zichtbaar in het weiland met daar omheen de herstelde slotgracht.
In 1995 liet de Provincie Utrecht bodemonderzoek naar de elektrische weerstand uitvoeren, dat bevestigde dat de hoofdburcht een onregelmatige zeshoekige vorm had.